# Герб Чортівця
Герб Чортівця — один з офіційних символів села Чортовець Івано-Франківської області.
Затверджений 11 вересня 2009 року рішенням сесії сільської ради.
Автор проекту герба — Андрій Гречило.

## Опис (блазон)
У синьому полі на золотій основі стоїть срібна міська стіна з двома вежами та відкритою брамою, зверху за стіною браму захищає опущений срібний меч з золотим руків’ям, обабіч над вежами — по золотому прямому хресту з трьома конюшиноподібними кінцями. 
Щит вписано в еклектичний картуш, увінчаний червоною міською короною.

## Зміст
Міські укріплення вказують на історію становлення Чортівця як оборонного містечка. Меч уособлює традиції боротьби за волю й незалежність проти нападників, а хрести підкреслюють високу духовність місцевих мешканців, побудовані тут церкви та каплички. 
Червона міська корона означає сільський населений пункт, який мав історичний статус містечка.